# ロンド ハ短調 (ショパン)
フレデリック・ショパンのロンド ハ短調（ロンド ハたんちょう）作品1は、1825年の作品。献呈先はショパンが当時在学していたワルシャワ高等中学校の校長で、ポーランド語辞書編纂者としても知られたサムエル・ボグミウ・リンデ（1771年 - 1847年）の夫人ルドヴィカ（Ludwika Nussbaum）。ショパンが公表を予定して作曲した最初の曲である。

## 概要
Allegro、4分の2拍子。
ロンド形式。導入はC-G-C-G-C-G-C-G-C-G-Cという中空主和音の繰り返しの後、装飾音を伴った右手上昇音型の旋律が現れる。
作曲者初期の作品同様にピアノの華麗な技巧を散りばめている。
転調も頻繁でホ長調の華々しい部分、変イ長調のカンティレーナなど旋律自体は流麗である。
演奏時間は約8分。
シューマンはこの第1作を入手して「モシェレスにも似た華麗な曲想」と評価している。ロンド形式のほかの作品（ロンド・ア・ラ・マズール）と同様、冗長さを批判されるが、鮮やかな転調やピアニスティックな書法は後の協奏曲作品（ピアノ協奏曲第1番）にも劣らない。